# Schistura daubentoni
Schistura daubentoni és una espècie de peix de la família dels balitòrids i de l'ordre dels cipriniformes.

## Morfologia
Els mascles poden assolir els 3,5 cm de longitud total.

## Distribució geogràfica
Es troba a la conca del riu Mekong al centre de Laos i el nord de Cambodja.

## Amenaces
Les seues principals amenaces són les modificacions antropogèniques del seu hàbitat (com ara, la desforestació, les activitats agrícoles i la construcció de preses).